# Volgograd oblast
Volgograd oblast är ett oblast i södra Ryssland med en yta på 113 900 km² och cirka 2,6 miljoner invånare. Huvudort är Volgograd. Andra stora städer är Volzjskij och Kamysjin.